# سیبری (فیلم ۲۰۲۰)
سیبری (به انگلیسی: Siberia) فیلمی محصول سال ۲۰۲۰ و به کارگردانی ایبل فرارا است. در این فیلم بازیگرانی همچون ویلم دفو، دنیا سیچو، سایمن مک‌برنی، کریستینا چیراک و دانیل خیمنس کاچو ایفای نقش کرده‌اند.